# Квемо-Мачхаани
Квемо-Мачхаани (груз. ქვემო მაჩხაანი) — село в Грузии, в муниципалитете Сигнахи края Кахетия. 

## География
Село расположено в южной части края, в 17 километрах по прямой к юго-востоку от центра муниципалитета Сигнахи. Высота центра — 640 метров над уровнем моря.

## Население
По данным переписи населения 2014 года, в селе проживало 609 человек.
| Год  | Население | Мужчины | Женщины |
| ---- | --------- | ------- | ------- |
| 2002 | 1128      | 507     | 621     |
| 2014 | 609       | 271     | 338     |